# 持田卓臣
持田 卓臣（もちだ たくおみ、1978年8月3日 - ）は業務効率の向上や新規事業立ち上げなどのITコンサルを行う株式会社ベンチャーネットの代表取締役である。

## 人物
早稲田大学卒業後、ヒューレット・パッカードにてITコンサルタントとして従事した。2005年に起業した株式会社ベンチャーネットは、日本オラクル株式会社のゴールドパートナーとしてマーケティングオートメーションの導入・運用の支援を行うほか、SEOやウェブ制作といったリードジェネレーション事業や営業支援システム (SFA)・顧客関係管理（CRM）のコンサルティング事業を展開している。企業全体の業務効率化を図るためのRPAコンサルティング事業も行っている。

## 来歴
出典
- 1997年に桐蔭学園高等学校を卒業。
- 2002年に早稲田大学商学部を卒業。
- 2002年4月から2005年7月までヒューレット・パッカード社にてITコンサルタントとして従事。
- 2005年6月24日に株式会社ベンチャーネットを起業[5]。
- 2006年に株式会社ベンチャーネットの代表取締役に就任。
- 2007年に早稲田大学大学院ファイナンス研究科を修了。
- 2018年12月27日に自身が代表を務める株式会社ベンチャーネットが日本で初めてOracle Cloudエクセレンス・インプリメンター・プログラム[6]認定を取得[7]。
- 2019年に株式会社ベンチャーネットが「バーチャル社員」の商標登録を行う[8]。

## 著書
『普通のサラリーマンでもすごいチームと始められる レバレッジ起業 「バーチャル社員」があなたを救う』（2020年3月21日）
「バーチャル社員」というキーワードを基にリモートワークの応用術を説いている。リモートワークへの対応をスムーズにするデジタルツールや、起業にまつわる資金のリスクを軽減する方法も合わせて紹介している。
ASIN 4046047240、ISBN 978-4046047243